# Ситу
Ситу (кит.: 司徒; піньїнь: sītú) — чиновник в Китаї часів династії Хань. Один з трьох найвищих придворних гунів, що займався кадровими питаннями, а також питаннями освіти та виховання чиновників.